# Max Ordman
Max Ordman (ur. 17 czerwca 1926 w Germiston, zm. 12 stycznia 2002 w Sydenham, przedmieściu Johannesburga) – południowoafrykański zapaśnik żydowskiego pochodzenia, walczący w stylu wolnym. Olimpijczyk z Rzymu 1960, gdzie zajął piętnaste miejsce w kategorii ponad 87 kg.
Wygrał igrzyska machabejskie w 1953; drugi w 1950 roku.

## Letnie Igrzyska Olimpijskie 1960
| Konkurencja            | Rundy eliminacyjne           | Rundy eliminacyjne       | Klas. końcowa |
| Konkurencja            | Przeciwnik I                 | Przeciwnik II            | Miejsce       |
| ---------------------- | ---------------------------- | ------------------------ | ------------- |
| ponad 87 kg styl wolny | Yaqub-Ali Shourvarzi (IRI) P | Bertil Antonsson (SWE) P | 15.           |